# Cristal de Bohemia

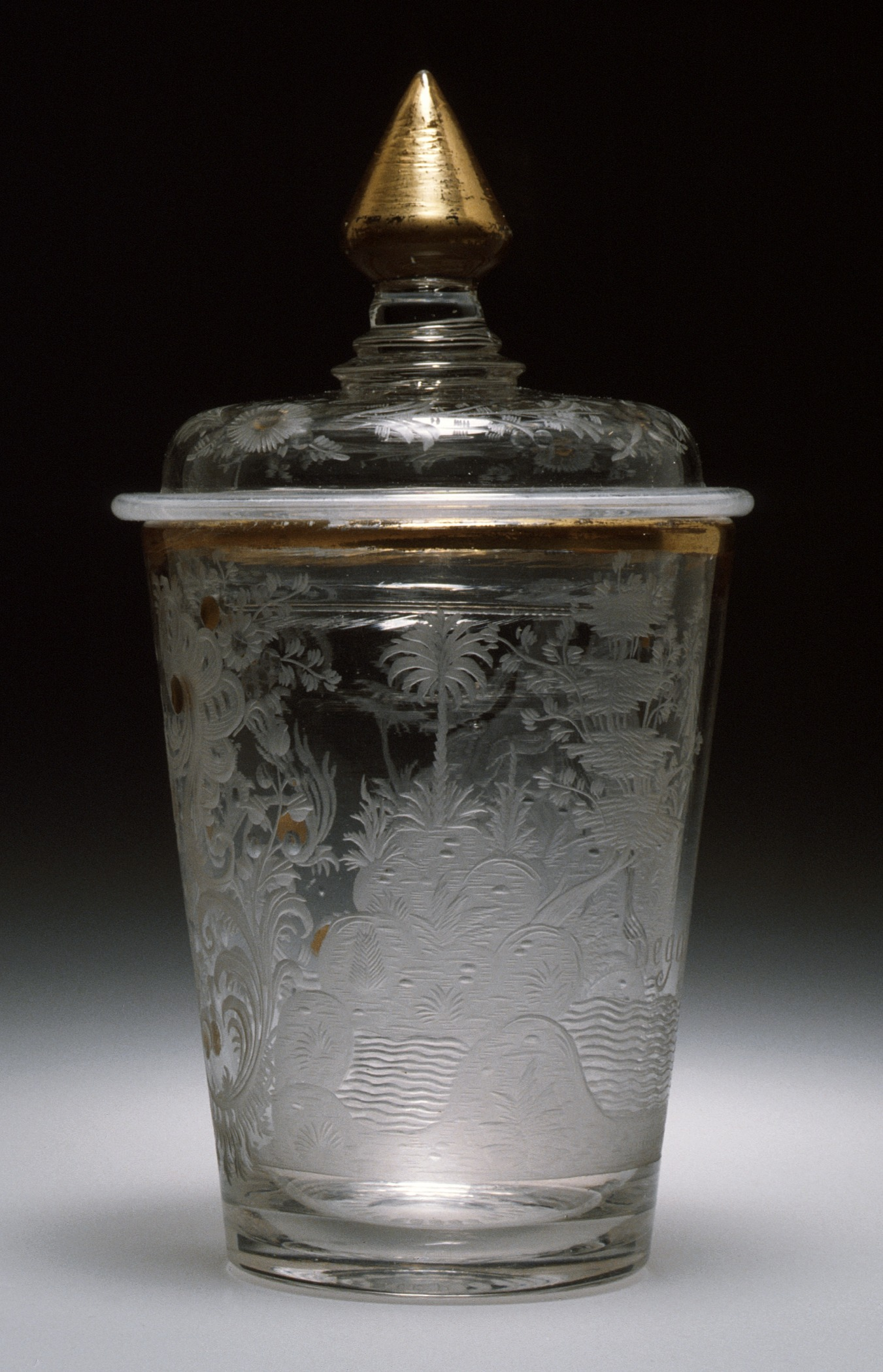
Frasco de cristal de Bohemia

Se llama cristal de Bohemia al vidrio fabricado en las regiones de Bohemia y Silesia, en territorio de los que son hoy en día la República Checa y Polonia. El cristal de Bohemia se empezó a fabricar a finales del siglo XIII pero no obtuvo gran resonancia hasta finales del siglo XVI. Durante los dos siglos siguientes Bohemia gozó de la completa hegemonía europea en esta clase de industrias. Es especialmente notable el corte y los grabados durante el Barroco (período que va desde 1685 hasta 1750). A comienzos del siglo XVII el cortador de gemas Caspar Lehmann adscrito como protegido del Emperador Rodolfo II de Habsburgo en Praga, adoptó la técnica de vidriar y grabar típica que mezcla cobre y bronce con el vidrio, en una técnica que se conoce hoy en día como "Tiefsctt" (“corte profundo”).

## Historia
La historia del cristal europeo del este comienza en las montañas de la medieval Bohemia, en las montañas de Lusacia donde crecen bosques que proporcionan la madera que se emplea como combustible de los hornos vidrieros. Los primeros habitantes pudieron tener una fuente inagotable de energía en los bosques de esta zona. En los montes de Lusacia existen además afloraciones de cuarzo que pueden emplearse en la fundición del mismo y su posterior elaboración en vidrio. De esta forma se trabajaba el vidrio en las zonas de la Edad Media. Poco a poco se fueron acabando las fuentes de energía y los pobladores especializados tuvieron que migrar a otras zonas, esto hacía que los trabajadores medievales tuvieran que cambiar de zona varias veces durante su vida. Esta migración continuada hizo que hubiera muchos pueblos creados por aquella época a la luz de los ingresos que proporcionaban los trabajos de vidriero.
Los trabajadores medievales se asociaban en torno a las áreas bajo el protectorado de las leyes de la casa de Ronovec, y que después fuera el nombre de un linaje conocido como el Berks de Lipá (de Dubá). Esto implica una conexión ya desde sus comienzos con las nobles familias de la dinastía bohemia. En este tiempo la casa de Ronovec tenía en propiedad vastos territorios que se extendía al norte de Bohemia incluyendo áreas de lo que hoy sería territorio de Alemania. Las dos factorías vidrieras se encontraron en los montes lusatianos y en el sur de Bouřný (703 metros sobre el nivel del mar), el siguiente fue en Nová Huť, al norte del poblado de Svor. La historia data del año 1250. En la actualidad estos son los centros más antiguos considerados en Bohemia. Otros asentamientos medievales en las laderas de los montes lusatios datan del siglo XIII y se encuentran en las cercanías de Lesná o de las ciudades de Dolní Světlá y Horní Světlá. 
En los años 1870 la región tuvo la oportunidad de recibir los avances de ferrocarril y con ello se pudieron emplear carbón en los hornos vidrieros, las nuevas tecnologías aplicadas a la generación de los vidrios y a las nuevas técnicas de grabado hicieron que pronto volviera a establecerse el cristal de bohemia como uno de los más destacados de Europa. Estas mejoras hicieron que la demanda creciera y se inició una gran expansión que se vio interrumpida en la crisis que sobrevino a la zona en la década de los años 1930 seguida de la Segunda Guerra Mundial, tras el conflicto armado muchas de las factorías no fueron reabiertas. No obstante su prestigio sobreviviría con las exposiciones internacionales: la exposición de Milán; la exposición de 1958 en Bruselas; las exhibiciones de São Paulo, Brasil, Delhi, India, New York y Corning, América; la Expo 1967 en Montreal; y la Expo 1970 en Osaka. Cada una de ellas dio una fama creciente a la cristalería presentada y lanzó a la fama a diseñadores como Nový Bor.

## Características

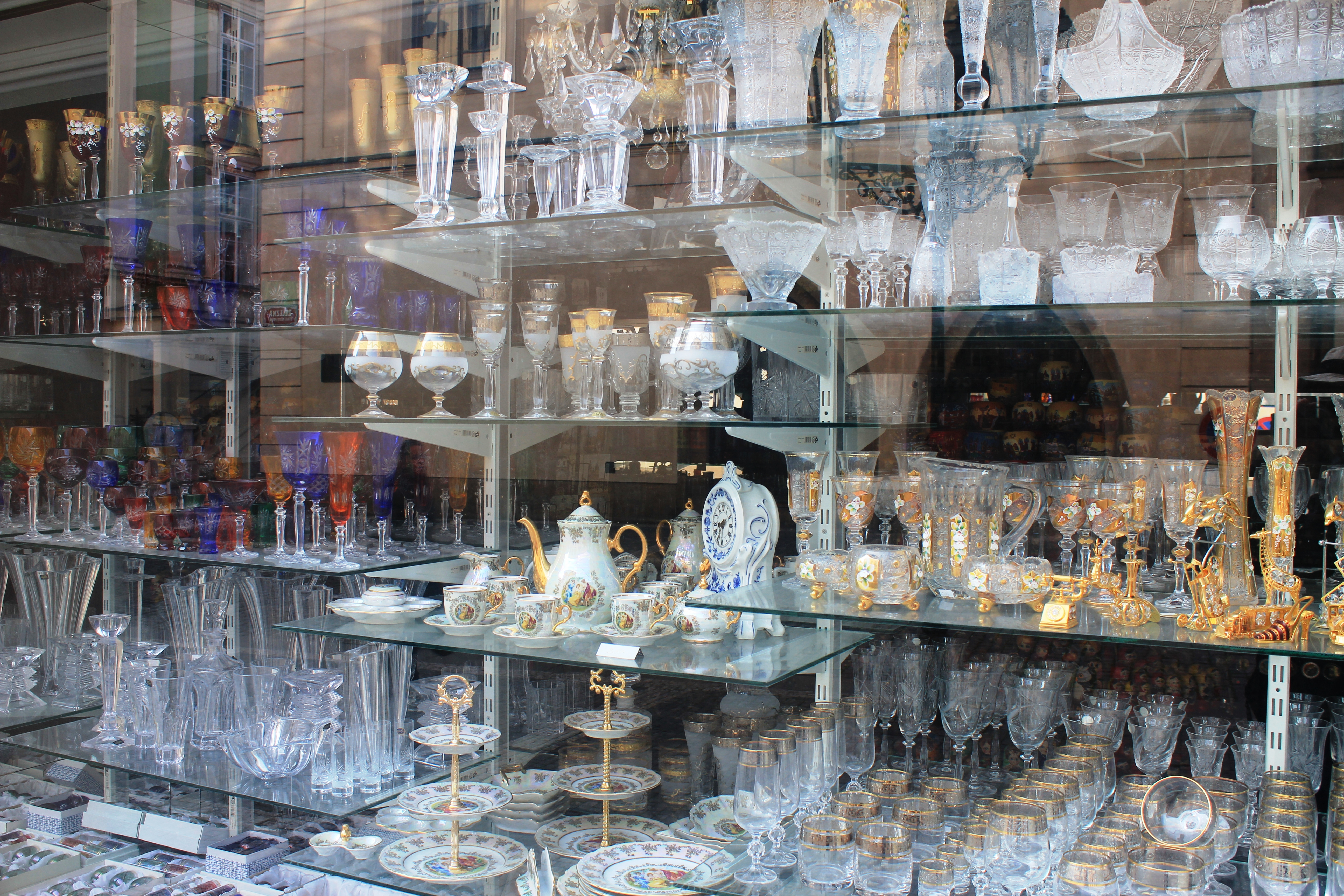
Artículos de cristal de Bohemia en una tienda de Praga

Su especialidad consiste en la suma transparencia del vidrio imitando el cristal de roca y en el grabado o tallado profundo y perfecto que en hueco o en relieve se aplica a las mejores piezas. A finales del siglo XVII abandonó Bohemia su estilo especial adoptando la coloración de los vidrios de Venecia. Sus más notables producciones consistieron en copas elegantes, grabadas y cortadas en facetas pero sin adiciones de apéndices fantásticos y sin la ligereza de las venecianas. 
Los colores empleados en la coloración inicial de los vidrios eran azul turquesa, amarillo, y rosado (el rosado no fue producido hasta el año 1840). a mediados del siglo XIX se empezó a trabajar con la opalina que le daría un éxito tremendo, muchos rivales de la industria vidriera de Europa intentaron copiar los vivos reflejos opalinos del cristal de bohemia sin éxito.

## Aplicaciones
No sólo en cristalería sino que además se construyen otros instrumentos y adminículos como pueden ser las limas para las uñas.[cita requerida]